# Hästskon 12

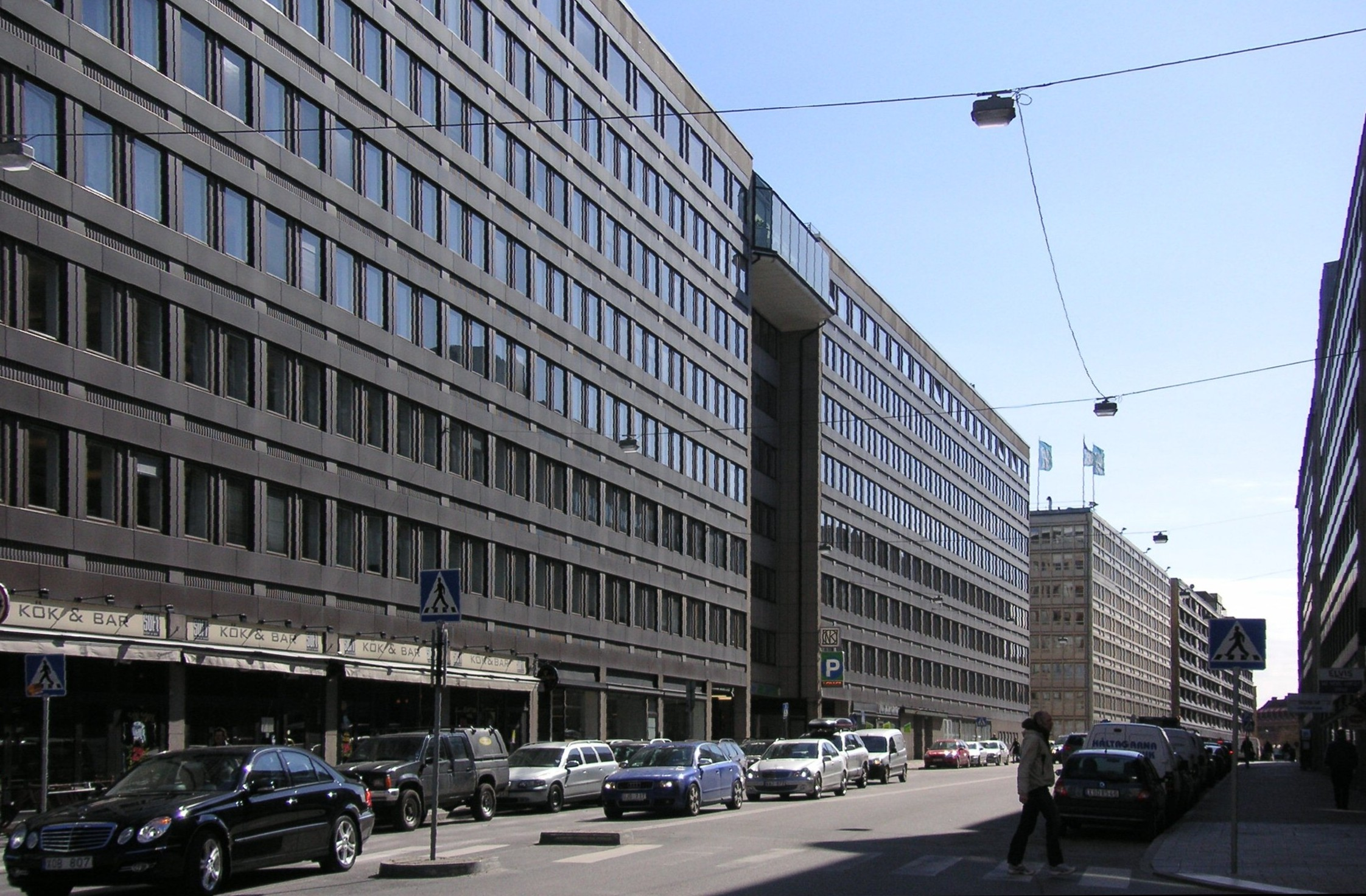
M-husets fasad mot Malmskillnadsgatan till vänster, S-huset skymtar till höger.

Hästskon 12 är en fastighet i kvarteret Hästskon belägen i korsningen Sveavägen/Hamngatan vid Sergels torg på Norrmalm i centrala Stockholm. Byggnaden uppfördes efter ritningar av arkitekt Kjell Ödeen 1963–1966 som huvudkontor för Skandinaviska banken och fungerade fram till 2017 som kontor för dess efterföljare, SEB.

## Historik

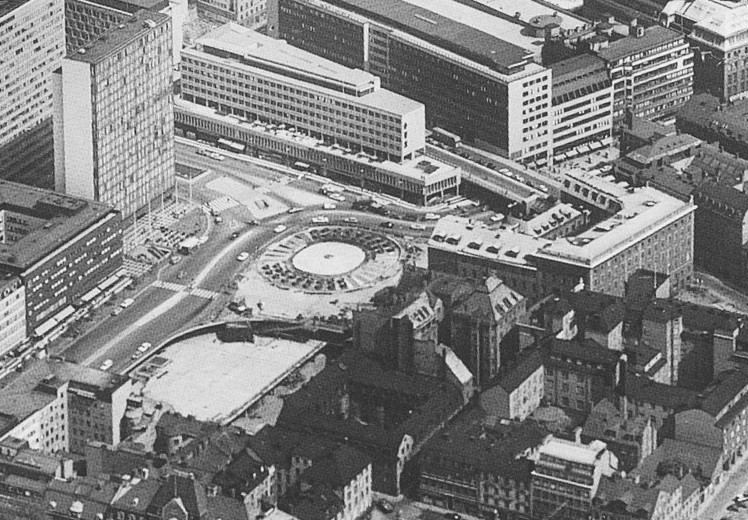
Översiktsbild från 1967 över Sergels torg och korsningen Sveavägen/Hamngatan och Malmskillnadsgatan som delar kvarteret.

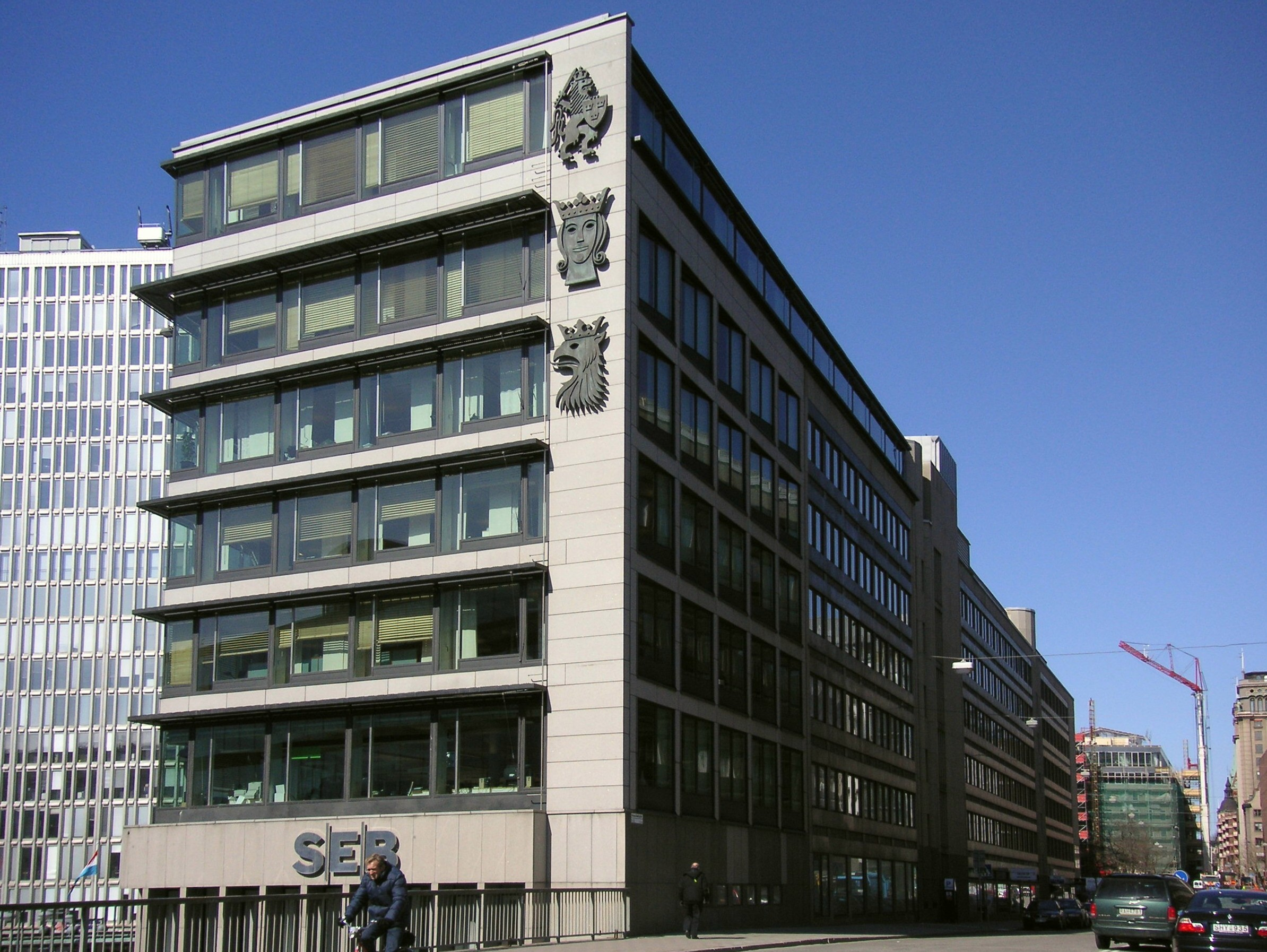
S-huset från Malmskillnadsgatan 2008.

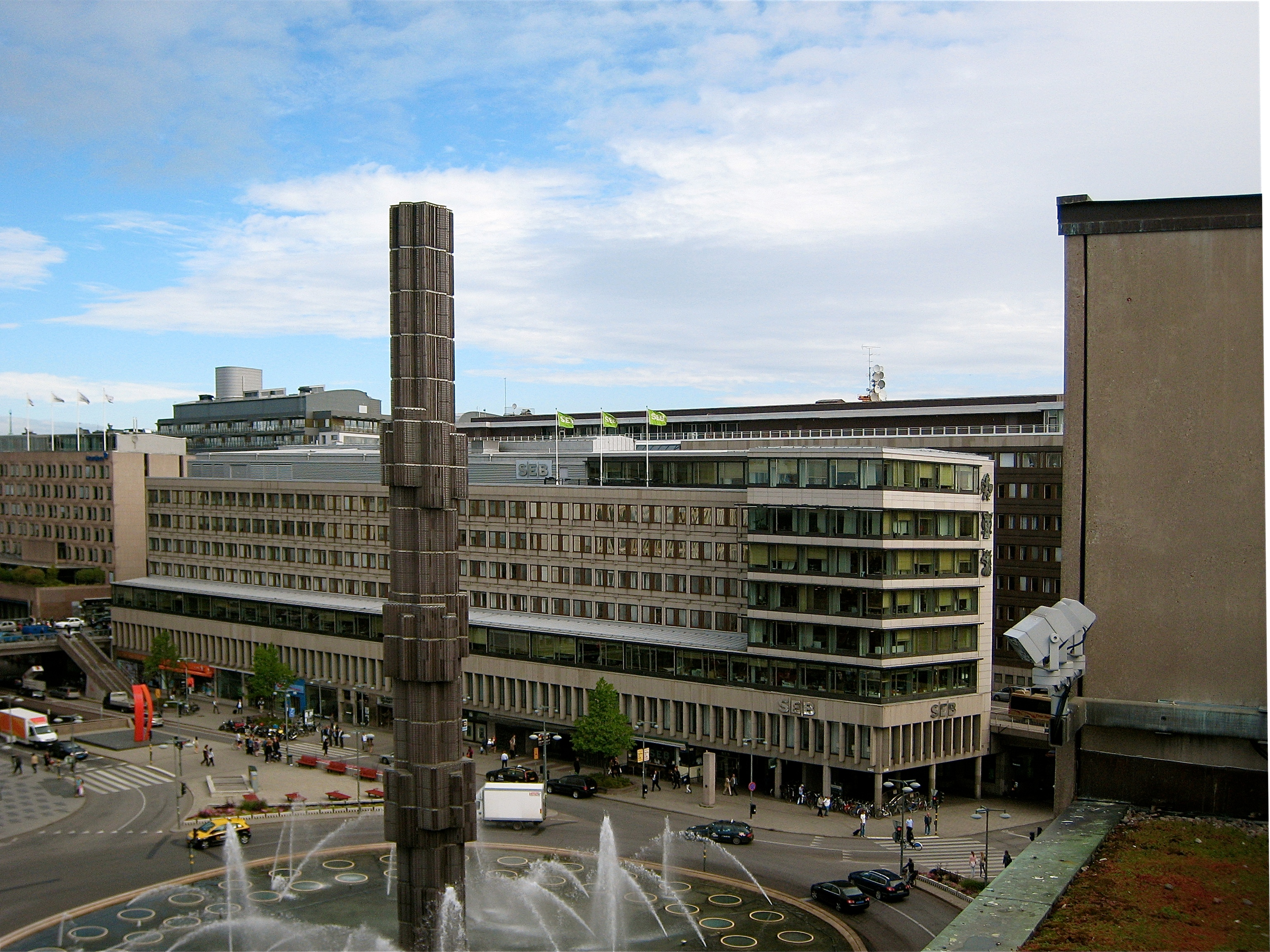
S-huset sett från Kulturhusets tak. Bakom skymtar M-huset.

Byggnaden består av tre sammanbyggda huskroppar, kallade S-huset, M-huset och H-huset, efter deras lägen mot Sveavägen, Malmskillnadsgatan och Hamngatan. S-huset som ligger längs med Sveavägen skiljs åt från de övriga husen genom Malmskillnadsgatan som genomkorsar fastigheten. Malmskillnadsgatan, som passerar Hamngatan på en viadukt, är dock underbyggd och byggnadernas nedre plan är ihopbyggda. Byggnadernas övre källarplan är också förenade med det komplicerade nät av underjordiska transportgator och nedsänkta butiker och gångstråk kring Sergels torg och Sergelgången.
S-huset är en av tre liknade, arkitektonisk samordnade, byggnader som uppfördes längs Sveavägen mellan Sergels torg och Kungsgatan. Byggnaden fick en likartad utformning med en lågdel på 2 våningar med en terrass på taket och en högre del bakom. Det södra hörnet byggdes till på 1990-talet och denna del fick fasader i glas, samtidigt som även resten av den tidigare öppna terrassen längs med Sveavägen glasades in och kontoriserades. I hörnet fanns ett bankkontor som tillhörde SEB och i bottenvåningen mot Sveavägen fanns ett flertal butiker. Baksidan av S-huset vetter mot Malmskillnadsgatan.
M-huset som upptar hela den östra kvartersfasaden mot Malmskillnadsgatan har en liknande arkitektur som S-huset, men är högre och reser sig 8 våningar över gatan (tio våningar över Hamngatan). M-huset är hopbyggt med parkeringshuset Parkaden och det finns en infart till parkeringshuset från Malmskillnadsgatan. H-huset är ett gathus mot Hamngatan uppfört i sex våningar plus takvåning. Huset har ett till skillnad från resten av fastigheten ett markerat, kopparbeklätt snedtak. Bottenvåningen upptas av butikslokaler. H-huset revs 2018.
Fastigheten har inventerats av Stockholms stadsmuseum och getts en grön klassificering vilket innebär ett högt kulturhistoriskt värde och betyder att bebyggelsen är särskilt värdefull från historisk, kulturhistorisk, miljömässig eller konstnärlig synpunkt. Huset, och Skandinaviska bankens etablering av sitt huvudkontor på platsen, beskrivs som en milstolpe i förnyelsen av Norrmalm. Banken var den första att etablera sig i området. Stadsmuseet menar att komplexet "betydelse för stadsbilden är utomordentligt stort i och med det strategiska läget vid Sergels torg och Sveavägen. I kvarteret Hästskon och Putten överbryggades nivåskillnaden till Malmskillnadsgatan samtidigt som en medveten motvikt till Hötorgsskraporna skapades".
På stadsplanen (Pl 6015) från 1962 hade Hästskon 12 ett eget kvartersnamn; Hästryggen.

## Om- och tillbyggnad

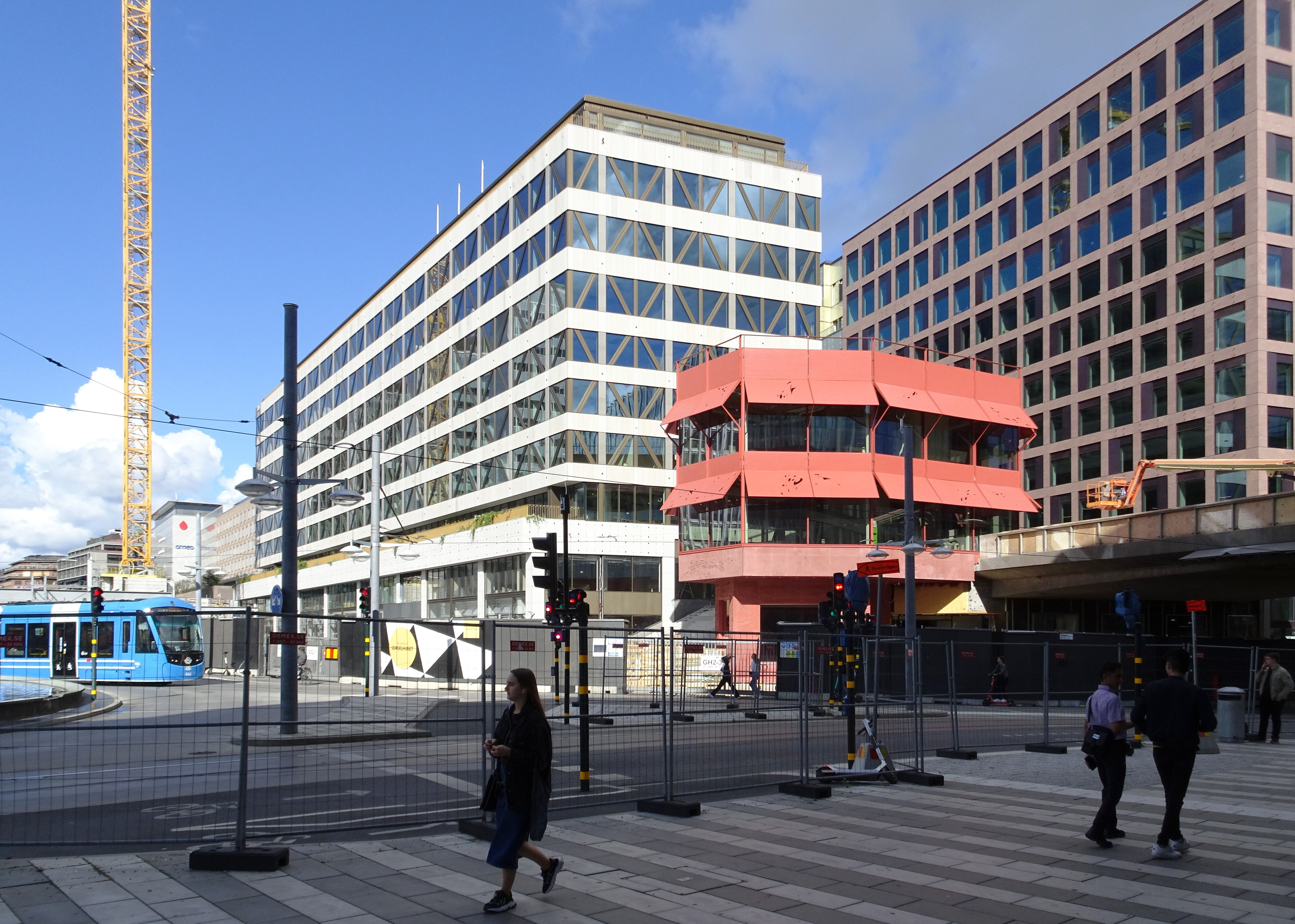
Nya Sergelhuset och röda paviljongen, september 2020.

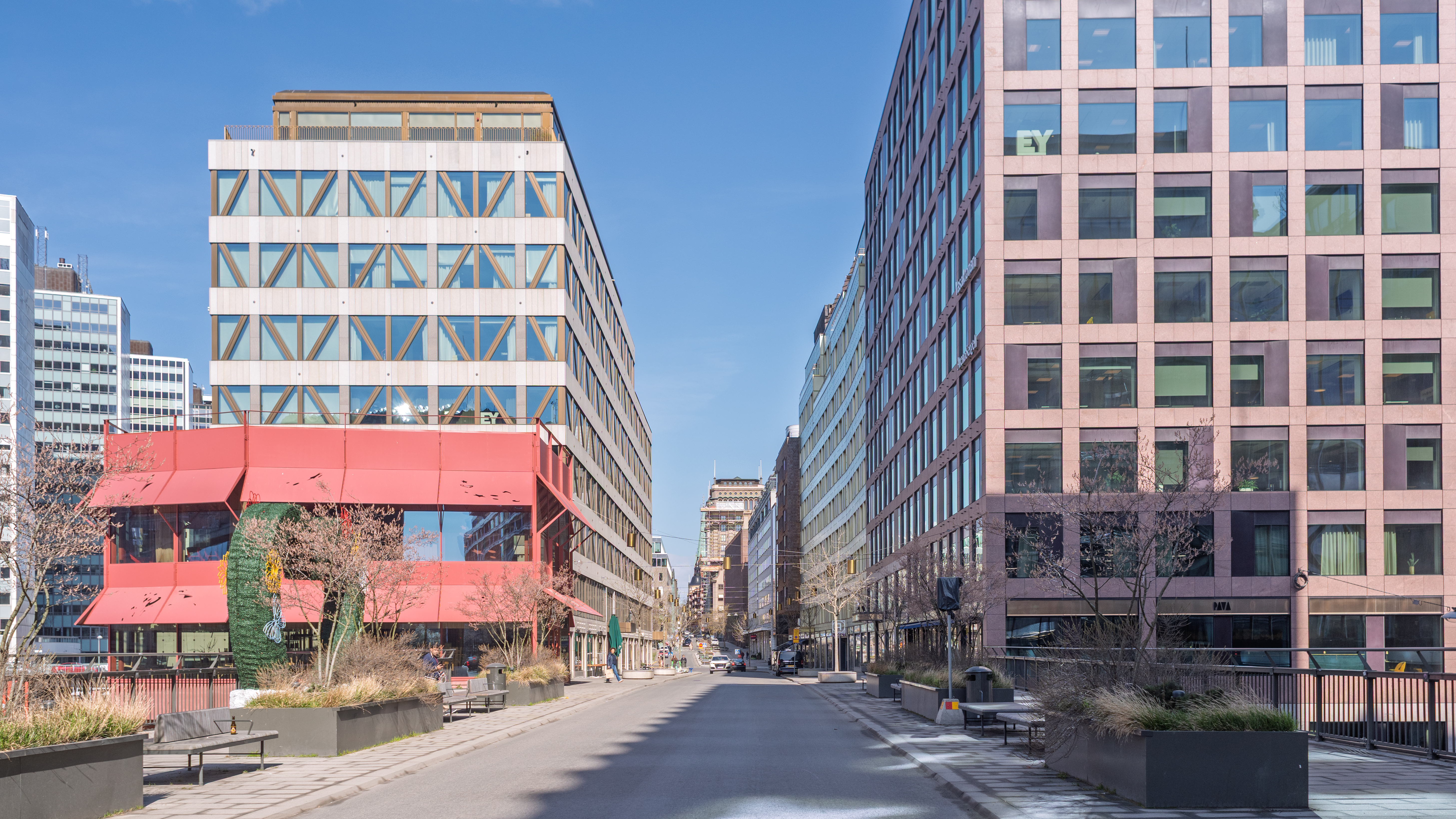
Malmskillnadsgatan sträckning genom kvarteret i juli 2025 efter ombyggnationerna.

SEB lämnade under 2017 fastigheten och flyttade till ett nybyggt kontorshus i Arenastaden, Solna. Hela byggnadskomplexet ägs av Vasakronan, som genomförde genomgripande ombyggnadsarbeten. Vasakronan kallar projektet "Sergelhusen". Bland förändringarna märks en utbyggnad mot Sveavägen med en helt ny fasad på S-huset. H-huset revs i sin helhet och ersatts av en ny byggnad. M-huset byggdes på med några våningar och i en del inreddes bostäder. 
Till projektet hör även "Soltrappan" som förbinder Sveavägen med Malmskillnadsgatan. Bredvid Soltrappan uppförs en paviljong, en mindre byggnad med röd målade fasader som skall skapa aktivitet i det hörnet. Paviljongen kan användas för tillfälliga evenemang, exempelvis konstinstallationer och föreläsningar, och som restaurang. Projektet, som påbörjades sommaren 2017 och beräknas vara klart i slutet av 2020, kommer att fullständigt omgestalta bebyggelsen. För gestaltningen står Marge arkitekter och Equator Stockholm. 
Enligt Stockholms stad är omvandlingen av kvarteret Hästskon 12 "en av de största förändringarna i city på femtio år". Förändringen i kvarteret Hästskon nominerades tillsammans med nio andra finalister till Årets Stockholmsbyggnad 2021. Juryns kommentar lyder:
| ” | Ett sobert, genomtänkt och oblygt tillägg som bidrar till en spännande transformation av centrala Stockholm. Genom att bygga vidare på den befintliga strukturen och komplettera med väl valda material och detaljering bidrar byggnaderna till att utvecklaidentiteten på platsen vilket ger potential att gjuta nytt liv i denna del av city. | „ |